# Octopus (musikalbum)
Octopus är ett album av progressiva rockgruppen Gentle Giant, utgivet 1972.

## Låtlista
Alla låtar skrivna av Minnear, Shulman, Shulman och Shulman.
1. "The Advent of Panurge" - 4:40
2. "Raconteur Troubadour" - 3:59
3. "A Cry for Everyone" - 4:02
4. "Knots" - 4:09
5. "The Boys in the Band" - 4:32
6. "Dog's Life" - 3:10
7. "Think of Me With Kindness" - 3:33
8. "River" - 5:54

## Medverkande
- Kerry Minnear - keyboards, vibrafon, slagverk, cello, Moog, sång
- Raymond Shulman - kontrabas, gitarr, slagverk, sång
- Gary Green - gitarr och slagverk
- Derek Shulman - sång och altsaxofon
- Philip Shulman - saxofon, trumpet, mellophone och sång
- John Weathers - trummor, slagverk och xylofon